# مایکل گریم
مایکل گریم (به انگلیسی: Michael Grimm) نمایندهٔ حوزه انتخابیه یازدهم نیویورک از حزب جمهوری‌خواه ایالات متحده آمریکا در مجلس نمایندگان ایالات متحده آمریکا است که برای نخستین‌بار در ۲۹ ژانویه ۲۰۱۱ میلادی به‌عضویت این مجلس درآمد.